# Amarillo (Texas)
Amarillo es una ciudad ubicada en los condados de Potter y Randall en el estado estadounidense de Texas; es la mayor ciudad ubicada en el norte de Texas, zona conocida como el "Mango de Texas" (Texas Panhandle). Es la sede del condado de Potter. En el censo de 2010 tenía una población de 190 695 habitantes y una densidad poblacional de 727,8 personas por km². Una parte de la ciudad se extiende por el vecino condado de Randall.

## Población
En el censo correspondiente a 2000, la ciudad contaba con una población total de 173 627 habitantes (en una estimación del 2005, esa población ya sería de 183 021 habitantes). El área metropolitana, sin embargo, tiene una población estimada de 236 113 repartida en cuatro condados. La proyección de la población de Amarillo para 2010 se estimó en 200 000 habitantes.

## Toponimia
Amarillo fue llamada originalmente Oneida, y se sitúa en la región del Llano Estacado. Recibió su nombre en español por el color amarillo de las orillas del cercano lago Amarillo.

## Historia

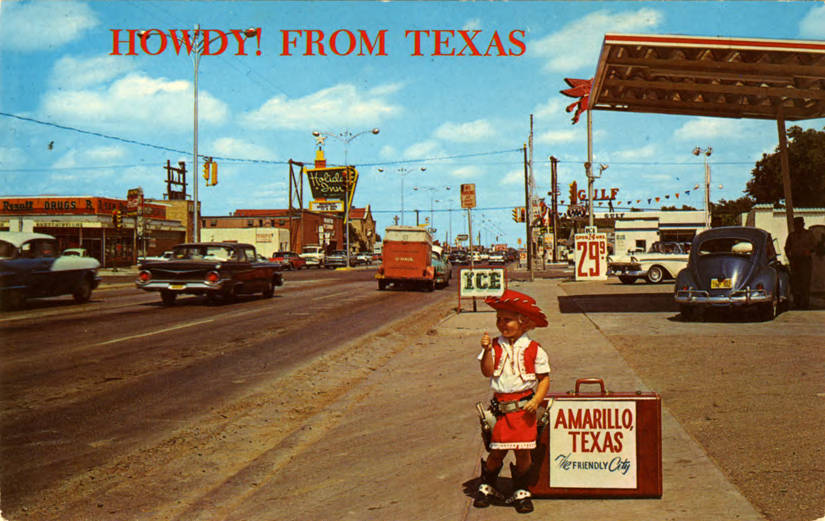
Amarillo en la época dorada de la Ruta 66

Amarillo es una ciudad localizada en el norte de Texas en los condados de Potter y Randall. En 1882 las primeras vías de tren fueron establecidas en las partes superiores del este y oeste de Amarillo, estas fueron extensiones traídas de Fort Worth y Denver City. En abril de 1887 J.T. Berry llegó de Abilene y escogió esta tierra que estaba cerca de una sección de agua llamada Amarillo. El plan de James T. Berry, Jesse R. Jenkins, William B. Plemons, Henry B. Sanborn y Warren W. Wetzel era convertir esta propiedad como el sitio principal de comercio. El 30 de agosto de ese mismo año los comerciantes votaron para seguir con el plan. En ese tiempo el lugar era llamado Oneida, pero por mayoría de votos fue cambiado de nombre a Amarillo, también fue reconocido como sede de condado. 
En octubre de ese mismo año comenzó el transporte de comercio, y Amarillo tuvo gran éxito en el comercio de ganado. En el transcurso de 1887 a 1888 abrieron negocios, se estableció la oficina de correo, el Champion Hotel. Sin embargo, en la década de 1890 hubo una crisis económica y una sequía que causó precios bajos en la venta de ganado. En este tiempo Amarillo no tenía muy buen aspecto, cuando había lluvia las calles se llenaban de charcos, lodo y baches, además en invierno los edificios estaban helados y en verano estaban muy calientes. También en este año se expandieron los establecimientos de las iglesias.  

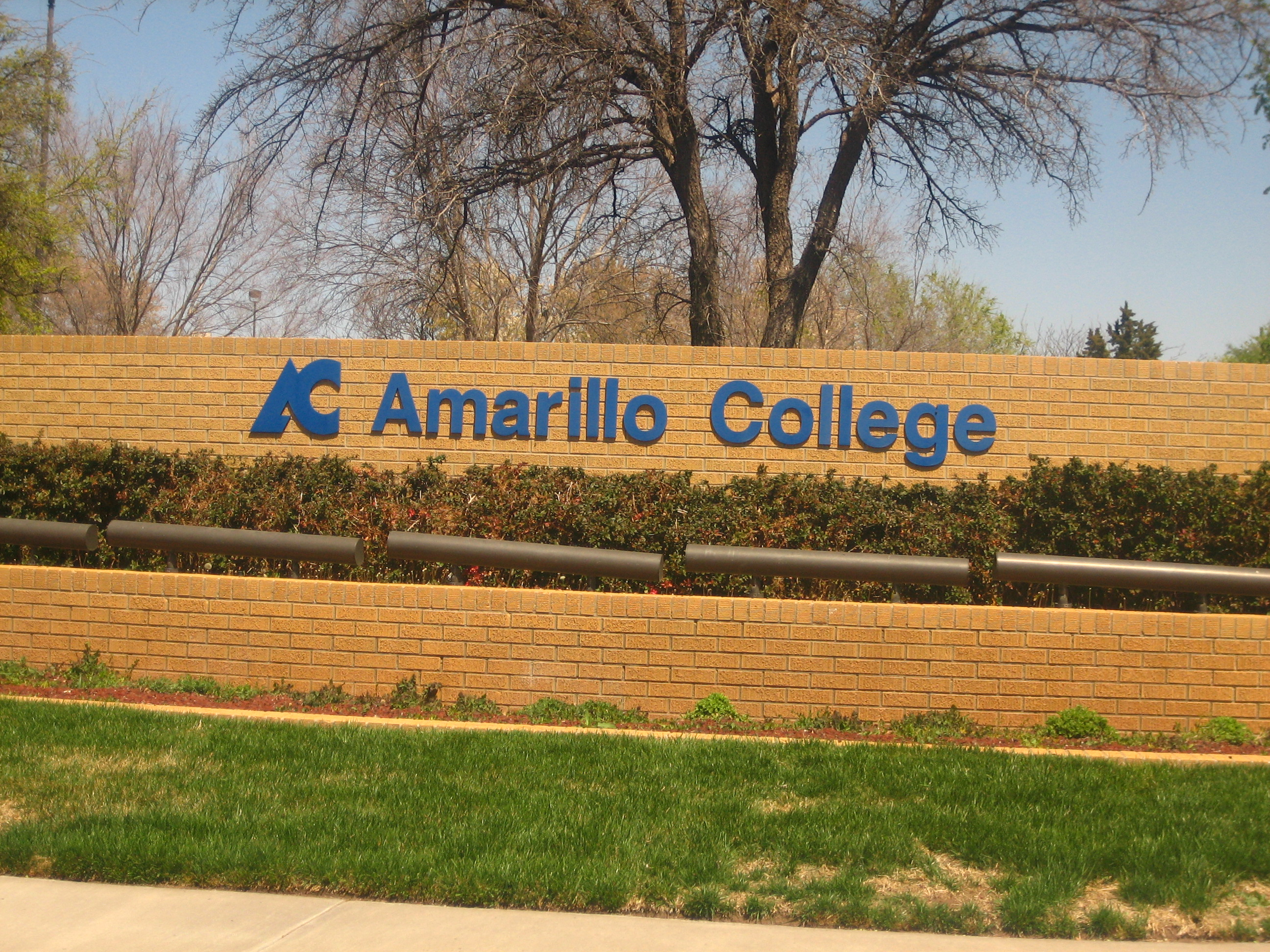
Amarillo College

En 1889 la primera escuela (privada) era creada por Susie Andrews y Lizzie Bain en sus hogares, después de un tiempo los ciudadanos votaron para instituir la primera escuela publica en Amarillo, después entre 1897 y 1899 la Universidad de Amarillo fue establecida y en 1929 fue reconocida como la primera Universidad organizada independiente de un distrito escolar. Para el final del siglo Amarillo había duplicado en tamaño, en este tiempo era conocida como la ciudad dominante en el norte de Texas. En 1913 Amarillo fue la primera ciudad en Texas en adaptar la idea administrativa de un Consejo de Gobierno. Otras fechas importantes fueron 1918 cuando fue descubierto gas natural en el Panhandle, y en 1920 fue construido el primer aeropuerto. 

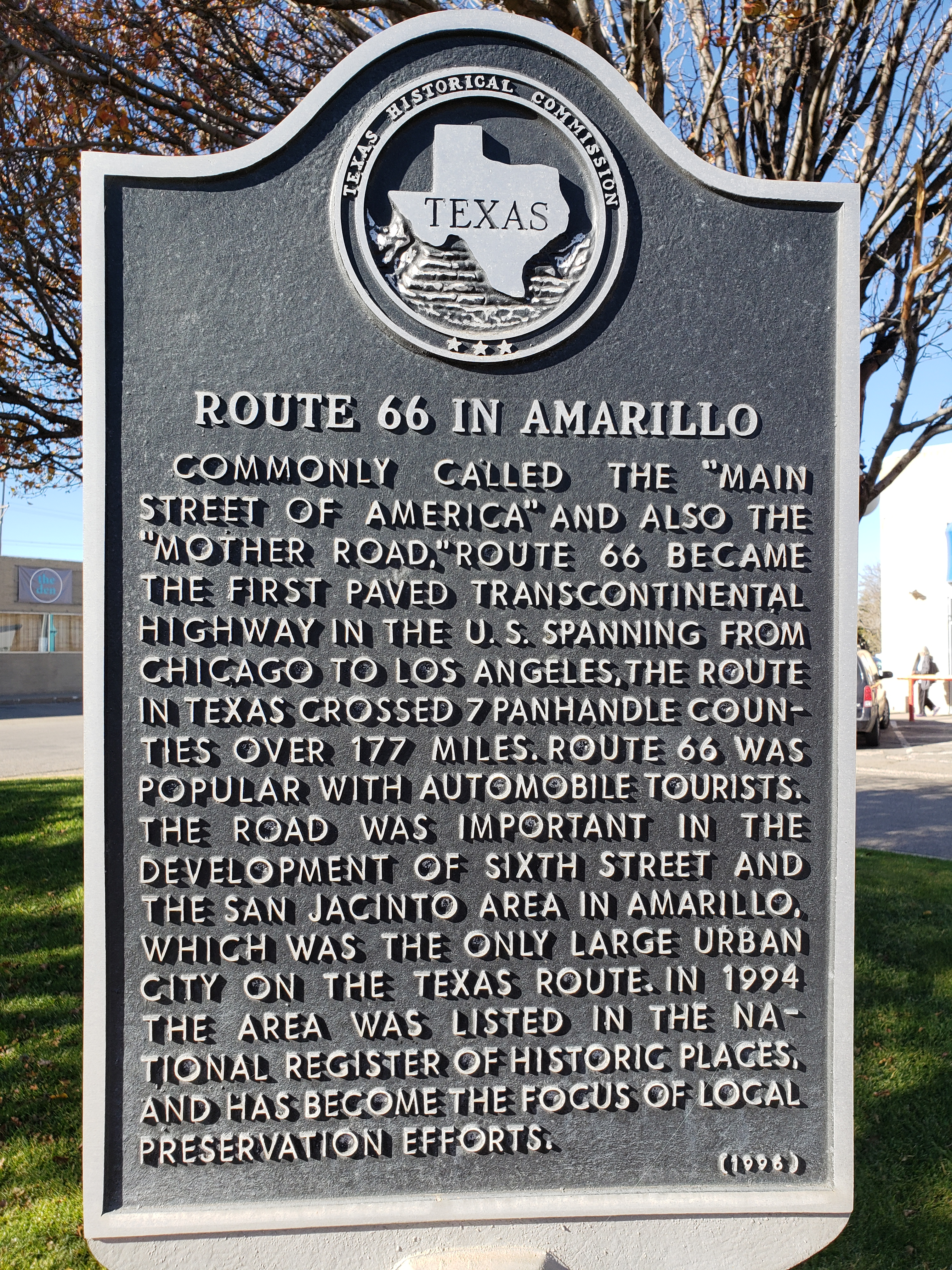
Ruta 66

 Algo que destaca en Amarillo es la Ruta 66, la cual pasa por la ciudad. Esta fue creada en noviembre de 1926 con una distancia de 2,448 millas de longitud.  
Durante el periodo de la era progresiva la población de Amarillo aumentó de 500 habitantes a 15 494. En 1930 sufrió otra sequía provocada por lo que hoy es conocido como el Dust Bowl. Esto tuvo un impacto negativo para los agricultores, ya que sus tierras fueron dañadas al igual que sus cultivos. Por lo menos el 34 % de los agricultores y sus familias abandonaron la ciudad.
En 1940 la población de Amarillo aumentó una vez más a 51 686, años más tarde en 1960 hubo otro incremento a 137 969 habitantes. En la siguiente década Amarillo abrió una galería de arte en el Amarillo College, y la inauguración del Donald D. Harrington Discovery Center fue abierto en esta década también, este es un lugar importante porque fue el primer sitio que contaba con planetario controlado por computadora en toda la nación. En 1980 la población aumento a 149,230 habitantes, y una distancia de 60 millas cuadradas en los condados de Randall y Potter.  
Entre 1969 y 1986 compañías de aceite fueron creadas y Mesa Petroleum Company fue una de las más grandes empresas de petróleo. La población ha seguido aumentando cada década, en 1990 la población era de 157 615, en 2000 fue 173, 627. y según el censo de 2020 la población es de 265 700 habitantes.

## Economía

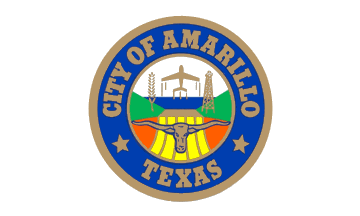
La bandera de Amarillo con el sello de la ciudad

La economía de la ciudad a lo largo de los años ha cambiado notablemente. Después de la creación de la ciudad la economía se mantuvo estable hasta la llegada del ferrocarril en 1890, Amarillo se convirtió en una de las ciudades productoras y exportadoras de ganado. Años después compañías de aceite y gas se establecieron en el área y para 1927 Amarillo ya tenía su planta de Helio y por esto fue nombrada Capital Mundial de Helio. La ruta 66 que atraviesa la ciudad permitió el aumento de turismo y con ello la necesidad de abrir hoteles para dar alojamiento a todos los visitantes. La derrama económica que dejan los turistas en muchas ciudades es de vital importancia para el progreso de las ciudades. En 1942 la apertura de la Base Aérea hizo que la economía de Amarillo se viera beneficiada. En esta Base se impartían clases a mecánicos para dar mantenimiento a los aviones B-17 y B-29. Tres años después de su apertura se cerró y volvió a reabrir en 1951. Mecánicos de todo el mundo vinieron alcanzando la cifra de 3,500 estudiantes. Para 1954 se convierte en una instalación permanente llegando a 5,000 estudiantes. Seis años más tarde 100 000 estudiantes ya se habían graduado. Para 1966 esta base se convirtió en una escuela militar donde su última generación salió en diciembre de 1968. La decisión tomada por el departamento de Defensa de los Estados Unidos en 1964 afecto mucho la economía de Amarillo ya que cerro definitivamente la Base Aérea. La población de Amarillo en los últimos diez años ha aumentado considerablemente, así como la demanda de empleos. De acuerdo con una compañía expertos en empleos llamada ZIPPIA puso a Amarillo, Texas en cuarto lugar en la lista de las mejores ciudades de 2020 para vivir y trabajar. Las principales compañías que en los últimos 10 años han mantenido la economía de la gente que vive en la ciudad de Amarillo, Texas son: Tyson, Pantex, Bell Helicopter y la muy prometedora compañía de Amazon que planea abrir a principios de 2022 su nueva sucursal. 
Pantex es operada por la compañía Mason & Hanger-Silas bajo un contrato del Departamento de Energía de los Estados Unidos. Esta planta es una ensambladora de armas nucleares y estudia el control de explosivos altamente peligrosos. Pantex se encuentra a 27 kilómetros al noreste de Amarillo Texas y emplea a 3,600 personas.
	Amazon promete empleos de tiempo completo por lo menos para 500 personas y estará localizada al Noreste de la calle 24 y el libramiento 335. Según Kevin Carter presidente ejecutivo de la Corporación de desarrollo Económico de Amarillo (Amarillo Economic Development Corporation) ha dicho que la compañía de Amazon tendrá un impacto económico para Amarillo de $35 millones. 
	 Tyson es una empresa empacadora de carnes que fue fundada desde 1931 por John W. Tyson in Arkansas la compañía fue creciendo y se expandió en varios estados y amarillo fue uno de ellos. La empacadora de Amarillo actualmente cuenta con 20 departamentos en los que emplea a 4,000 trabajadores. El AISD el distrito escolar de Amarillo es otra fuente muy importante de empleo, así como los dos hospitales de esta ciudad Northwest y BSA este último hospital emplea a 3,400 personas y tiene a 450 médicos.

## Geografía y clima
Amarillo, Texas se sitúa y forma parte del área geográfica del Llano Estacado. El Llano Estacado abarca sobre 33 condados de Texas y cuatro de Nuevo México. Es una meseta alta y una de las más grandes del continente. Ya que la ciudad de Amarillo forma parte de esta área geográfica es drásticamente influenciada en términos de clima y recursos. 
Debidamente a la geografía de la región, los procesos de gas natural y petróleo hacen a la región de Amarillo y Lubbock, Texas unas de las ciudades más importantes en el área, es lo que trae movimiento y población. En 1917 se descubrió gas en el condado de Potter y en 1921 el petróleo en el condado de Carson. Estos descubrimientos llevaron a vastos campos petrolíferos del oeste de Texas.
Otro movimiento que expandió esta región fueron los programas de riego que hicieron la tierra fértil. Este movimiento se llevó a cabo en 1920 cuando agricultores innovadores perforaron el Acuífero de Ogallala. El Acuífero es un embalse subterráneo que corre a lo largo del Altiplano Norteamericano y al esté de las Montañas Rocosas. El programa abarco el área de Amarillo y otras regiones cercanas en el Llano Estacado. Ahora se cultivan numerosas hortalizas, melones, maíz y etcétera. El Acuífero de Ogallala es la fuente de agua subterránea más confiable y la fuente por donde la ciudad de Amarillo aun recibe agua. 

Amarillo es una región semiárida o semidesértica lo que significa que recibe precipitación baja pero no al nivel desértico. La lluvia dispersada anualmente llega a 21 pulgadas con un promedio de 60 días por año. El mes de junio es el que brinda más lluvia. Sin embargo, acumulando los porcentajes de cada mes la temporada más lluviosa es el otoño.
En el Llano Estacado las temperaturas son más altas en el sur y decrecen en el norte debido al aumento de latitud y la elevación. Una característica importante de Amarillo es el cambio rápido de temperatura con el paso de los frentes fríos. En el verano las temperaturas son muy altas con cielos despejados. El mes de julio se clasifica como el más caluroso con una temperatura de promedio de 91.3 grados Fahrenheit (32.9 Celsius) y con ese promedio se Amarillo se clasifica como una de las ciudades más frías en Texas. Las temporadas de invierno son cortas, frías, secas, ventosas y parcialmente nubladas. Hay 60.8 días al año con temperaturas excediendo 90 grados y 118.2 días con temperaturas nocturnas que bajan bajo punto de congelación. Por último, a lo largo del año las temperaturas son de 25 a 91 grados, rara la vez bajo 13 grados o sobre 99 grados.

## Gobierno
Amarillo ha tenido una estructura de gobierno municipal de gerente de consejo. La ciudad fue la primera en Texas en adoptar la forma de gobierno en 1913. El consejo de la ciudad es compuesto de cinco comisionados, uno de los cuales es el alcalde. El alcalde y los cuatro comisionados tienen mandatos de dos años que pueden ser renovados sin límite. El rol de la comisión es aprobar ordenanzas y resoluciones, adoptar regulaciones y nombrar oficiales de la ciudad como el gerente. El alcalde toma rol como presidente de la comisión. El gerente de la ciudad tiene importancia al ser jefe administrativo del gobierno municipal y también es responsable de la administración de todos los departamentos. Las elecciones municipales de Amarillo toman lugar en la fecha ofrecida y permitida por el gobierno estatal. La fecha se elige en o cerca del primero de mayo en cada año impar. El ayuntamiento de la ciudad se junta el martes de cada semana en el mismo lugar donde tienen las reuniones oficiales para trabajar en los asuntos del gobierno local con una audiencia. En 2021 la alcaldesa fue Ginger Nelson, quien fue elegida en 2017 con el 79 % de los votos y tomo cargo el 16 de mayo del 2017. Los cuatro comisionados eran Elaine Hays, Freda Powell, Eddy Sauer, y Howard Smith.
Amarillo se divide entre dos condados diferentes que son Randall y Potter. La ciudad comparte el condado de Randall con la ciudad de Canyon cuando se trata del gobierno del condado. Por otra parte, el condado de Potter opera principalmente en Amarillo.

## Participación política
El Partido Republicano tiene la mayoría de los cargos públicos. Amarillo no ha votado en mayoría por un demócrata en una elección presidencial desde hace más de 60 años. El condado de Potter votó en mayoría por un demócrata en 1960, mientras Randall no ha votado en mayoría demócrata desde 1948.

Resultados electorales de las elecciones presidenciales Texas en 1948

Amarillo suele tener una presencia reconocida de hispanos. El censo de los Estados Unidos reportó que alrededor de 33.1 % de la población es hispana o latina. La participación política de los hispanos es reflejada en como continúa creciendo en la región del mango de Texas, aunque los resultados no sean tan impactantes. La presencia hispana que sigue creciendo puede ser reflejada a través de líderes electos de ascendencia latina. En años recientes, ha habido manifestaciones públicas apoyando el movimiento de Black Lives Matter y las protestas nacionales de “March for Our Lives”.

## Demografía
Según el censo de 2010, había 190 695 personas residiendo en Amarillo. La densidad de población era de 727,8 hab./km². De los 190 695 habitantes, Amarillo estaba compuesto por el 77,02 % blancos, el 6,62 % eran afroamericanos, el 0,78 % eran amerindios, el 3,18 % eran asiáticos, el 0,05% eran isleños del Pacífico, el 9,43 % eran de otras razas y el 2,92 % pertenecían a dos o más razas. Del total de la población el 28,78% eran hispanos o latinos de cualquier raza.

## Educación
La ciudad de Amarillo tiene una gran variedad de instituciones educacionales desde escuelas primarias hasta universidades e instituciones técnicas de cosmetología y diseño. Las escuelas primarias en la ciudad de Amarillo son desde el prekínder hasta el grado 5. Las secundarias son típicamente de los grados 5 a 8. Las preparatorias so de los grados 9 a 12. La gran mayoría de las escuelas en la ciudad de Amarillo son públicas, pero también existen escuelas especializadas o alternativas que son privadas. La gran parte de estas instituciones privadas son fundadas o tienen conexiones con instituciones religiosas. 
En términos educacionales la zona de Amarillo está dividida en 5 diferentes “Distritos Escolares Independientes” (conocidos como ISD por sus siglas en inglés), de primarias a preparatorias. Los 5 distritos escolares son Amarillo ISD, Bushland ISD, Canyon ISD, Highland Park ISD, y River Road ISD. Aunque la mayor parte de Canyon ISD se encuentra en el condado de Randall hay aproximadamente 10 escuelas bajo el distrito escolar de Canyon ubicadas en Amarillo. De los 5 distritos Amarillo ISD es el más grande, sirviendo a una población de aproximadamente 32,436 estudiantes, seguido por Canyon ISD con 10,381, Bushland ISD con 1,433, River Road ISD con 1,326, y Highland Park ISD con 917.
En la zona, también se pueden encontrar varias instituciones universitarias. Algunas incluyen, Amarillo College, Texas Tech University Health Services Center, Wayland Baptist University- Amarillo Campus, y West Texas A&M University. Otras instituciones especializadas incluyen, Exposito School of Hair Design, Milan Institute of Cosmetology, y el Wade Gordon Hair Dressing Academy. Según el Reporte de Responsabilidad de West Texas A&M University para 2020 se reportó que en el otoño de 2020 había 10,051 estudiantes registrados con la universidad. Amarillo College para el otoño de 2020 tuvo 9,156 estudiantes registrados con la universidad según informes en la página de investigación institucional.

### Amarillo ISD
Amarillo ISD contiene 6 preparatorias (grados 9 a 12), 9 secundarias (grados 5 a 8), 3 secundarias para el grado 6 específicamente y 38 primarias. En total existen 56 diferentes escuelas en el distrito de Amarillo. Cabe mencionar que North Heights Alternative School es una escuela alternativa para estudiantes con problemas de comportamiento entre otras cosas.

### Bushland ISD
Bushland ISD es el tercer distrito más grande en términos de población estudiantil. Bushland ISD tiene 3 escuelas; 1 primaria, 1 secundaria, y 1 preparatoria.

### Canyon ISD
Canyon ISD contiene un numeró menor que Amarillo ISD con solo 17 escuelas. 2 preparatorias, 2 escuelas alternativas (grados 4 a 12), 5 secundarias, y 8 primarias. 10 de las 17 escuelas en el distrito de Canyon están ubicadas en la ciudad de Amarillo.

### River Road ISD
River Road ISD aunque sirve a una población más pequeña que la de Bushland tiene 4 escuelas. 1 preparatoria, 1 secundaria, 1 primaria, y una academia de temprana infancia (temprana educación a kínder).

### Highland Park ISD
El distrito de Highland Park tiene 1 preparatoria, 1 secundaria, y 1 primaria.

### West Texas A&M University
West Texas A&M University es una universidad pública de 4 años. En el otoño de 2020 se reportaron 10,051 estudiantes registrados con 2,883 identificándose como hispanos, 5,626 como caucásicos, 658 como afroamericanos, 311 como asiáticos, 234 como internacionales, y 339 como otro. Para 2019 un 18.84 % de las licenciaturas dadas fueron en la categoría de comercio y mercadotecnia, 12.61 % en profesiones de salud, 10.5 % en educación y 9.09 % en agricultura.
| Hispanos        | 2,883  |
| Caucásicos      | 5,626  |
| Afroamericanos  | 658    |
| Asiáticos       | 311    |
| Internacionales | 234    |
| Otros           | 339    |
| Total           | 10,051 |

### Amarillo College
Amarillo College es una universidad pública de 2 años que solo está certificada para dar diplomados (Associates Degree) o certificaciones en carreras técnicas. Amarillo College en 2016 tuvo un total de 9,936 estudiantes. De esos estudiantes 3,824 se identificaban como latinos, 4,993 como caucásicos, 288 como asiáticos y 477 como afroamericanos. En 2017 de un total de 7384 estudiantes inscritos 940 estaban estudiando enfermería, seguida por 935 estudiando comercio, 587 estudiando desarrollo infantil y 581 estudiando biología.
| Hispanos       | 3,824 |
| Caucásicos     | 4,993 |
| Afroamericanos | 477   |
| Asiáticos      | 288   |
| Total          | 9,936 |

## Arte
Hay muchos tipos de arte que se pueden encontrar por toda la ciudad, desde arte de jardín o yard art, esculturas y murales públicos. El arte del jardín comenzó en 1990 por un artista llamado Stanley Marsh 3. Marsh también se encargó de hacer el muy popular Cadillac Ranch que se encuentra en Amarillo. Colocó su primera obra de arte de jardín en su patio delantero que se parecía a un letrero oficial de "Termina la carretera 300 pies", pero en vez de eso, decidió escribir “La carretera no termina.” Luego de esto comenzó a colocar letreros por toda la ciudad de Amarillo con diferentes dichos. Los letreros se pueden solicitar a los propietarios, pero se dice que a veces se les hacía bromas a los propietarios con un letrero de jardín. Otros ejemplos incluyen “That snake in the grass is barking up the wrong tree,” “I am not sure what I am going to do,” y “The days run away like wild horses over the hills.” Sus bases están hechas de cemento, por lo que puede ser muy difícil sacar el letrero, si no se quiere allí. Marsh ponía los letreros sin costo y hay más de 723 casas que tienen un letrero en el patio delantero. Se dice que eso es solo el 14 por ciento del número total de casas con letreros.

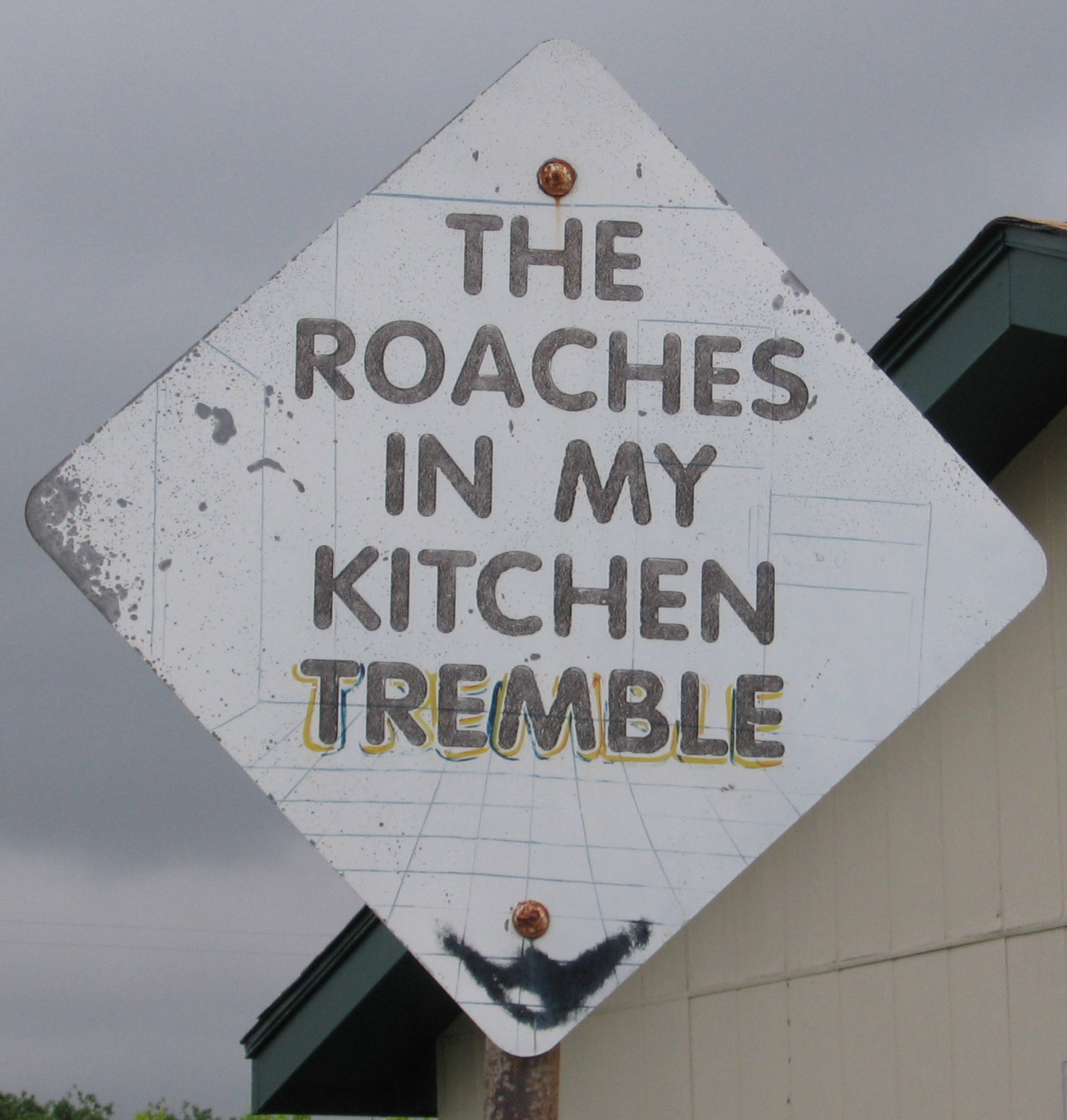
Arte de jardín de Georgia O'Keefe

La mayor parte del arte académico que se puede encontrar en Amarillo es en el Museo de Arte de Amarillo. La idea de abrir una instalación de arte en Amarillo surgió en 1967. El museo cuenta con una colección importante de arte occidental además de una vasta colección de escultura asiática. Aquí se exhiben colecciones del Panhandle de Texas, el este de Nuevo México y el oeste de Oklahoma. En su mayoría tiene arte más moderno, pero también puede haber algunas exhibiciones más antiguas. En la exhibición se pueden encontrar piezas de arte de Georgia O'Keeffe y Jess Benjamin. Georgia O’Keeffe vivió en Amarillo y en Canyon durante unos años. Además de las exhibiciones que tiene el museo, también son muy interactivas con la comunidad y las escuelas de todo el Panhandle. 
En 2020 se inauguró una nueva iniciativa de colocar murales públicos por toda la ciudad. Ejemplos recientes han sido murales de una ardilla conduciendo un camión viejo por Western Street, el rostro de una niña en Harrison Street y un Big Texan Steak en el Aeropuerto Internacional Rick Husband de Amarillo. El mural en el aeropuerto de Amarillo fue realizado por un artista llamado Joey Martínez. Ha terminado oficialmente tres murales para la ciudad de Amarillo y desea agregar más. Todos los murales de Martínez están inspirados en su tragedia personal de hace años. El mural de la ardilla fue realizado por estudiantes de secundaria, por lo que los jóvenes adolescentes también son parte de agregar color a la ciudad.

## Atracciones
Una de las atracciones de Amarillo es el Cadillac Ranch, una instalación de arte de acceso público situada junto a la mítica Ruta 66. Fue creada en 1974 por Chip Lord, Hudson Marquez y Doug Michels, miembros del grupo de artistas conocidos como Ant Farm.

## Ciudades hermanadas
- Tuxtla Gutiérrez, México.